# Brytyjscy posłowie do Parlamentu Europejskiego 2004–2009
Brytyjscy posłowie VI kadencji do Parlamentu Europejskiego zostali wybrani w wyborach przeprowadzonych 10 czerwca 2004. Pod koniec kadencji jeden mandat przypadający Partii Pracy pozostały nieobsadzony.

## Lista posłów
Wybrani z listy Partii Konserwatywnej
- Richard Ashworth
- Robert Atkins
- Christopher Beazley
- John Bowis
- Philip Bradbourn
- Philip Bushill-Matthews
- Martin Callanan
- Giles Chichester
- Nirj Deva
- Den Dover
- James Elles
- Jonathan Evans
- Daniel Hannan
- Malcolm Harbour
- Chris Heaton-Harris
- Roger Helmer
- Caroline Jackson
- Syed Kamall, poseł do PE od 12 maja 2005
- Timothy Kirkhope
- Edward McMillan-Scott
- Neil Parish
- John Purvis
- Struan Stevenson
- Robert Sturdy
- David Sumberg
- Charles Tannock
- Geoffrey Van Orden

Wybrani z listy Partii Pracy
- Michael Cashman
- Richard Corbett
- Robert Evans
- Glyn Ford
- Neena Gill
- Mary Honeyball
- Richard Howitt
- Stephen Hughes
- David Martin
- Linda McAvan
- Arlene McCarthy
- Claude Moraes
- Eluned Morgan
- Brian Simpson, poseł do PE od 28 sierpnia 2006
- Peter Skinner
- Catherine Stihler
- Gary Titley
- Glenis Willmott, poseł do PE od 1 stycznia 2006

Wybrani z listy Liberalnych Demokratów
- Elspeth Attwooll
- Sharon Bowles, poseł do PE od 12 maja 2005
- Chris Davies
- Andrew Duff
- Fiona Hall
- Sajjad Karim
- Sarah Ludford
- Liz Lynne
- Bill Newton Dunn
- Emma Nicholson
- Diana Wallis
- Graham Watson

Wybrani z listy Partii Niepodległości Zjednoczonego Królestwa
- Gerard Batten
- Godfrey Bloom
- Derek Clark
- Trevor Colman, poseł do PE od 1 października 2008
- Nigel Farage
- Robert Kilroy-Silk
- Roger Knapman
- Ashley Mote
- Mike Nattrass
- Jeffrey Titford
- John Whittaker
- Tom Wise

Wybrani z listy Szkockiej Partii Narodowej
- Ian Hudghton
- Alyn Smith

Wybrane z listy Zielonych
- Jean Lambert
- Caroline Lucas

Wybrany z listy Ulsterskiej Partii Unionistycznej
- Jim Nicholson

Wybrana z listy Plaid Cymru
- Jill Evans

Wybrana z listy Sinn Féin
- Bairbre de Brún

Wybrany z listy Demokratycznej Partii Unionistycznej
- Jim Allister

Byli posłowie VI kadencji do PE
- Graham Booth (wybrany z listy UKIP), do 30 września 2008, zrzeczenie
- Chris Huhne (wybrany z listy LD), do 11 maja 2005, zrzeczenie
- Glenys Kinnock (wybrana z listy LP), do 7 czerwca 2009, zrzeczenie
- Theresa Villiers (wybrana z listy CP), do 11 maja 2005, zrzeczenie
- Phillip Whitehead (wybrany z listy LP), do 31 grudnia 2005, zgon
- Terry Wynn (wybrany z listy LP), do 27 sierpnia 2006, zrzeczenie